# Kosmaj (montagne)
Pour les articles homonymes, voir Kosmaj.
Le mont Kosmaj (en serbe cyrillique : Космај) est une montagne de Serbie. Son altitude est de 626 m. Il est situé près de Mladenovac, dans le district de Belgrade dont il est constitue le point culminant.

## Étymologie
Le nom de la montagne viendrait du mot celtique cos signifiant « les bois » et de maj, un terme pré-indoeuropéen signifiant « la montagne ». À l'époque romaine, il a été nommé Casa Maias, la « demeure de Maïa », la déesse du printemps.

## Géographie

### Situation
Le mont Kosmaj est situé à 40 km au sud-est de Belgrade et il se trouve entièrement sur le territoire métropolitain de la ville de Belgrade. Il s'étend sur les municipalités de Mladenovac et de Sopot, avec des extensions à l'est dans la municipalité Grocka et, au nord et au nord-est, dans celles de Barajevo et de Voždovac.

### Topographie et géologie
La montagne s'étend sur 5,5 km de long et elle est constituée de flysch, de serpentine et de roches magmatiques. Son point culminant porte également le nom de Kosmaj ; avec ses 626 m d'altitude, il constitue le point culminant de la partie septentrionale de la Šumadija (Choumadie), devant le mont Avala (511 m).
Il y a 600 000 ans, le Kosmaj était une île située dans la mer pannonienne, comme le mont Avala et le massif de la Fruška gora. Le Kosmaj reste encore aujourd'hui un sommet insulaire. Au nord, il s'étend en direction de Trešnja, dans la partie la plus méridionale du mont Avala, tandis qu'au nord-est, il se prolonge dans le Parcanski vis, les « hauts de Parcani » et dans la forêt de Lipovica (Lipovička šuma).
Avant les Romains et sous leur domination, le mont Kosmaj était un important centre minier d'où l'on extrayait du fer. Aujourd'hui, cette activité a complètement disparu.

### Hydrographie
Plusieurs rivières prennent leur source au mont Kosmaj, comme la Turija et plusieurs de ses affluents dont la Sibnička reka. La Turija s'écoule en direction de l'ouest et se jette dans la Kolubara. D'autres rivières naissent au pied du Parcanski vis : le Lug (ou Veliki Lug) qui coule en direction de l'est avant de se jeter dans la Kubršnica, la Ralja, qui elle aussi coule vers l'est et se jette dans la Jezava, un émissaire de la Velika Morava. La Topčiderka, quant à elle, coule en direction du nord et traverse le centre de Belgrade.

### Flore et faune
Comme le mont Avala,  la Grande Île de la guerre (Veliko Ratno Ostrvo) et la forêt de Stepin Lug, le mont Kosmaj fait partie des secteurs naturels protégés de la ville de Belgrade. Le secteur est couvert de forêts, principalement des hêtres et des chênes et, dans une moindre mesure, des conifères. On y rencontre 600 plantes et 300 espèces de champignons ; on y trouve en particulier la dauphinelle fendue (Delphinium phissum), une espèce en danger. Les zones exemptes de forêts sont utilisées pour le pâturage, les vergers et les vignes.
Parmi les animaux de la montagne, on compte 50 mammifères et 100 espèces d'oiseaux. On y rencontre le lièvre, le chevreuil, le faisan, le renard, la perdrix et la caille, mais aussi le râle des genêts ainsi que 17 espèces récemment découvertes de Sesiidae. Le loup vivait autrefois sur le Kosmaj, mais il en a aujourd'hui disparu.

### Localités
Mladenovac, qui comptait 23 653 habitants lors du recensement de 2002, est la ville la plus importante de la région du Kosmaj ; elle est située sur les pentes sud-est de la montagne. On y trouve aussi de nombreuses autres localités, qui dépassent rarement les 2 500 habitants. Parmi les villes ou villages les plus importants figurent Rogača (1 046 hab.), Drlupa (590 hab.), Dučina (736 hab.), Sopot (1 752 hab.), Ropočevo (2 363 hab.), Nemenikuće (2 058 hab.), Stojnik (642 habt.), Babe (332 hab.), Grubereavac (646 hab.), Ralja (2 858 hab.) et Parcani (657 hab.), toutes ces localités étant situées dans la municipalité de Sopot. Amerić (807 hab.), Koraćica (1 924 hab.), Velika Ivanča (1 796 hab.) et Pružatovac (835 hab.) sont situés dans la municipalité de Mladenovac, tandis que Barajevo (8 325 hab.) et Lisović (1 057 hab.) se trouvent dans la municipalité de Barajevo.

## Tourisme

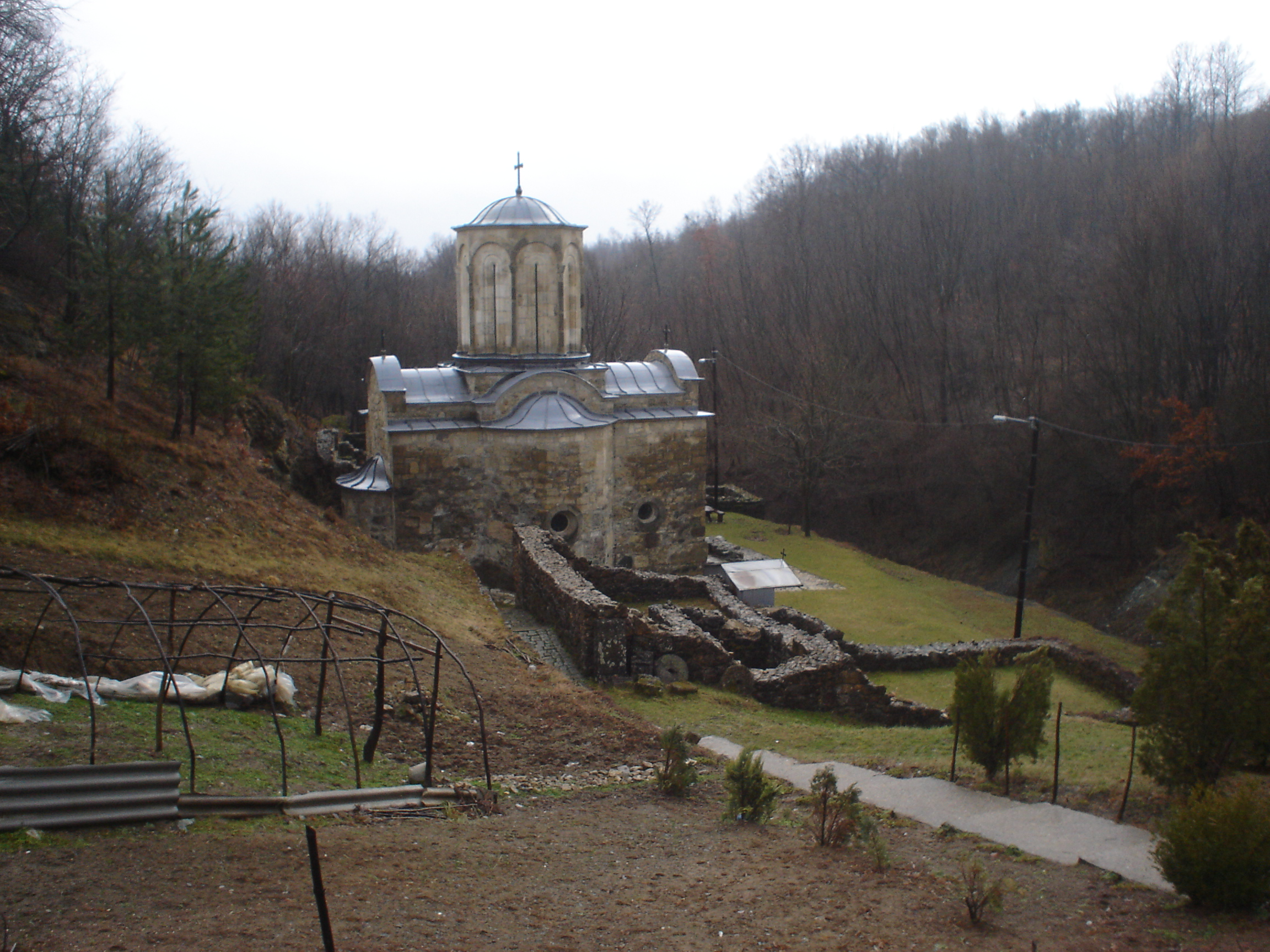
Le monastère de Pavlovac

Notamment en raison de la proximité de Belgrade, le mont Kosmaj est une zone propice au tourisme de nature. On y trouve un hôtel, un camp de montagne, des villas etc. Depuis le milieu des années 2000, le complexe Babe a ouvert ses portes près du village du même nom. La station thermale de Koraćička banja se trouve près du village de Koraćica.
Plusieurs monastères sont situés sur la montagne, comme ceux de Tresije, qui date du XVe siècle et de Pavlovac.  On y trouve aussi les ruines du monastère de Kasteljan. Deux monuments sont érigés au sommet du Kosmaj, l'un en l'honneur des soldats tombés pendant la Première Guerre mondiale, l'autre en l'honneur des Partisans communistes du détachement de Kosmaj tombés pendant la Seconde Guerre mondiale.

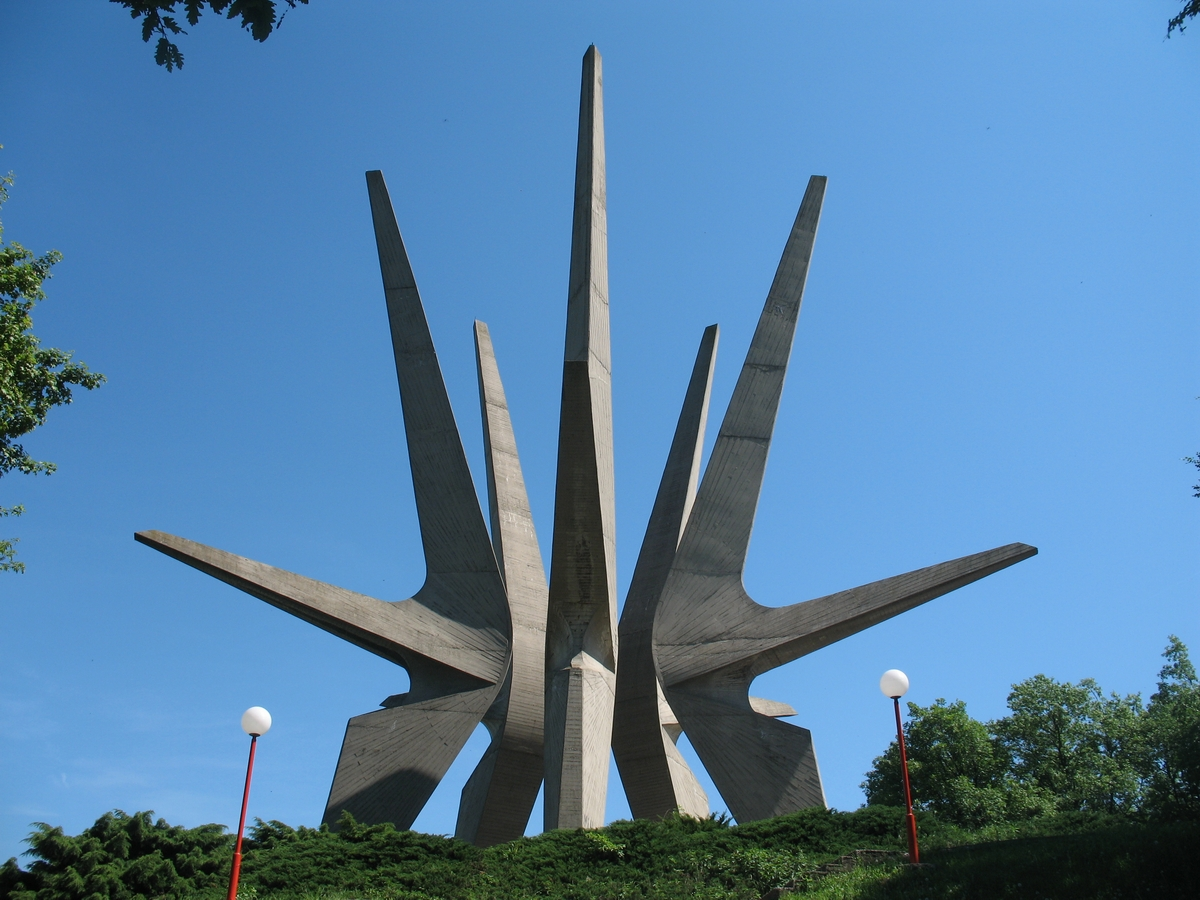
Le monument des Partisans